# Le Travet
Le Travet korábbi község Franciaország Okcitánia régiójában, Tarn megyében. Lakosainak száma 121 fő (2018. január 1.). Le Travet Teillet, Arifat, Mont-Roc, Saint-Antonin-de-Lacalm és Terre-Clapier községekkel határos.
2019. január 1-jén öt másik korábbi községgel egyesült és az így létrejött Terre-de-Bancalié új község része lett.

## Népesség
A település népességének változása:
| Lakosok száma | 126  | 124  | 125  | 122  | 121  |
|               | 2013 | 2015 | 2016 | 2017 | 2018 |